# 脱毛乌蔹莓
脱毛乌蔹莓（学名：Cayratia albifolia var. glabra）为葡萄科乌蔹莓属白毛乌蔹莓的变种。分布在中国大陆的广西、广东、湖北、云南、四川、湖南、福建、江西、安徽、贵州等地，生长于海拔1,000米至1,600米的地区，常生于山坡灌丛中或沟谷中，目前尚未由人工引种栽培。

## 别名
樱叶乌蔹莓（植物分类学报） 光叶少果乌蔹莓（云南种子植物名录）